# Blutrache-Mord von Visselhövede
Der Blutrache-Mord von Visselhövede war die Ermordung eines albanischen Mannes am 9. Januar 2017 auf offener Straße in der Kleinstadt Visselhövede im Landkreis Rotenburg (Wümme). Der Fall sorgte bundesweit für Aufsehen, da der Familienvater am helllichten Tag vor einer Grundschule von einem Motorrad aus mit 12 Schüssen erschossen wurde. Hintergrund des Mordes war die Vergeltung einer albanischen Familie, weshalb die Presse den Fall überwiegend als Blutrache-Mord von Visselhövede und Blutrache-Prozess bezeichnete. Vereinzelnd wurde die Tat auch als Motorrad-Mord betitelt. Die drei albanischen Täter, Gentjan F., Florjan F. und Klodian P., wurden durch die Strafverfolgungsbehörden verhaftet und durch das Landgericht Verden jeweils zu lebenslangen Freiheitsstrafen wegen Mordes verurteilt. Eine tatsächliche Blutrache konnte als Motiv gerichtlich nicht nachgewiesen werden.

## Tathergang und Hintergründe
Das Opfer war ein 46-Jähriger geflüchteter Mann aus Albanien, der laut den Behörden 2011 einen 17 Jahre alten Jugendlichen in Nordalbanien erschossen hatte. Im Rahmen der Aufarbeitung des Falles ergaben sich Hinweise, dass Angehörige des jugendlichen Opfers Blutrache geschworen hatten, die laut Staatsanwaltschaft in Albanien zwar verboten ist, aber noch zur Sühnung von Tötungen und Ehrverletzungen praktiziert wird. Der 46 Jahre alte Mann verbüßte für das Tötungsdelikt eine Haftstrafe in Albanien und floh nach seiner Entlassung aus Angst nach Deutschland.
Am 9. Januar 2017, gegen 11:00 Uhr an einem Montagvormittag, ging das Opfer mit seiner 21 Jahre alten Tochter entlang der Großen Straße in Visselhövede. Als sie sich vor der Kastaniengrundschule Visselhövede befanden, fuhr ein mit zwei Tätern besetztes Motorrad der Marke Kawasaki vor. Der Sozius gab anschließend mit einer schallgedämpften Pistole 12 Schüsse aus nächster Nähe in den Kopf und den Oberkörper des 46 Jahre alten Opfers ab. Seine Tochter blieb körperlich unverletzt. In der Grundschule schlugen ebenfalls Projektile ein, verursachten aber nur Sachschäden. Das Geschehen konnte von einer Lehrerin und der Schulsekretärin beobachtet werden. Die Täter fuhren mit dem Motorrad vom Tatort weg.
Das schwer verletzte Opfer wurde nach der Alarmierung der Einsatz- und Rettungskräfte in das Agaplesion Diakonieklinikum Rotenburg transportiert und unter Polizeischutz bewacht. Am 13. Januar 2017 verstarb der Mann im Krankenhaus an seinen tödlichen Verletzungen.

## Ermittlungen und Festnahme der Täter
Unmittelbar nach der Tat wurde der Tatort weiträumig abgesperrt und die Tatortarbeit durch die Kriminalpolizei und Kriminaltechniker aufgenommen. In der Polizeiinspektion Rotenburg wurde die Mordkommission (MOKO) „Motorrad“ zur Aufklärung der Tat eingerichtet. Eine Großfahndung unmittelbar nach der Tat blieb erfolglos. Nur rund drei Stunden nach der Tat wurde das abgelegte Tatmotorrad nahe Bad Fallingbostel von Polizeibeamten auf einer Streifenfahrt aufgefunden.
Im Rahmen europaweiter Ermittlungen, die bis in die Niederlande und nach Albanien geführt wurden, rückte der damals 23-jährige Florjan F. aus dem Raum Hannover in den Fokus der Beamten, nachdem zuvor 24 Objekte in Deutschland, den Niederlanden und Albanien durchsucht wurden. Drei Monate nach der Tat wurde Florjan F. in Seelze festgenommen. Der 23-Jährige räumte gegenüber der Polizei ein, das Motorrad gefahren zu haben und belastete einen Verwandten als mutmaßlichen Todesschützen. Dieser wurde später jedoch vom Tatvorwurf freigesprochen. Die Tat galt nach Angaben des Verteidigers von Florjan F. bis dahin als weitestgehend ungeklärt.
Im April 2021 wurde in der Nähe der Bundesautobahn 7 bei Bad Fallingbostel eine vergrabene Schusswaffe von der Polizei gefunden. Experten des Bundeskriminalamtes stellten im Rahmen eines Abgleiches fest, dass es sich bei der aufgefundenen Waffe mutmaßlich um die bei der Tat genutzten Schusswaffe handelte.
Kurz darauf, am 20. April 2021, wurden zwei weitere Täter, Gentjan F. und Klodian P, in Rotterdam und Amsterdam festgenommen und nach Deutschland überführt. Ein Haftrichter ordnete die Untersuchungshaft der beiden Männer an. Die Behörden werteten aufgefundene Beweismittel aus und unterstellten den beiden Männern, sich zum Tatzeitpunkt in Visselhövede aufgehalten zu haben und gemeinschaftlich das bei der Tat genutzte Motorrad in Hannover sowie ein weiteres Fluchtfahrzeug gekauft zu haben.

## Prozesse und Urteile
Der 23-jährige angeklagte Motorradfahrer, Florjan F. aus Albanien, ist im März 2018 vom Landgericht Verden zu lebenslanger Haft verurteilt worden. Die Richter sahen es als erwiesen an, dass der Mann eine zentrale Rolle bei der Planung und Ausführung des Mordes angenommen hatte, nachdem sein Cousin im Jahr 2011 durch das Opfer in Albanien erschossen wurde. Der 23-Jährige hatte demnach das Motorrad gesteuert, von dem aus der Sozius zwölf Schüsse auf das Opfer abfeuerte. Der Richter wies in seiner Urteilsbegründung explizit auf das Motiv Rache hin, sah eine Blutrache aber explizit nicht als bewiesen an. Der Bundesgerichtshof verwarf im Juli 2019 eine Revision. Ein weiterer Angeklagter, den Florjan F. im Rahmen seiner Vernehmung belastete, wurde aufgrund Mangels an Beweisen freigesprochen.
Im März 2022 wurden die zwei weiteren Täter Gentjan F. und Klodian P. vor dem Landgericht Verden angeklagt und im Februar 2023 zu lebenslangen Haftstrafen nach einem mehrmonatigen Indizienprozess verurteilt. Einer der Angeklagten legte zwei Tage nach dem Urteil Revision ein. Das Urteil ist mit Stand Februar 2023 noch nicht rechtskräftig. In der Urteilsbegründung wurde den zwei Tätern niedrige Beweggründen und Heimtücke bei der Ermordung unterstellt. Dabei hob der Richter die Verwerflichkeit der ausgeübten Selbstjustiz hervor. Gentjan F. bezeichneten die Behörden zum Auftakt der Verhandlungen als Drahtzieher und die Person, die die Tatwaffe besorgt und abgefeuert sowie ein Fluchtauto besorgt haben soll. Klodian P. soll das Opfer laut Anklageschrift beschattet haben. Nach Ansicht des Landgerichts hatten die beiden Männer einen Mordkomplott gegen das damals 46-Jährige Opfer geschmiedet.